# Robert Špehar
Robert Špehar (* 13. Mai 1970 in Osijek, SFR Jugoslawien) ist ein ehemaliger kroatischer Fußballspieler.
Er spielte in der ersten Liga Jugoslawiens, Kroatiens, Belgiens, Frankreichs, Italiens, Portugals, der Türkei und Zyperns. Insgesamt wurde er einmal Meister, zweimal Pokalsieger und dreimal Torschützenkönig.

## Karriere
In der Spielzeit 1988/89 wurde Špehar beim NK Osijek zum ersten Mal in der ersten jugoslawischen Liga eingesetzt. Nach der Gründung der 1. HNL entwickelte er sich zum Stammspieler und war regelmäßig unter den besten Torschützen der Liga zu finden. Nachdem er zwischenzeitlich für eineinhalb Jahre beim NK Zagreb unter Vertrag stand, wurde er 1994/95 Torschützenkönig der ersten kroatischen Liga. Daraufhin wechselte er in die Jupiler League nach Belgien zum FC Brügge, wo er 1996 belgischer Meister und 1997 Torschützenkönig wurde. In den nächsten Jahren konnte er bei AS Monaco, Hellas Verona, Sporting Lissabon, Galatasaray Istanbul und Standard Lüttich (auch aufgrund von immer wiederkehrenden Verletzungen) nicht mehr an seine früheren Erfolge anknüpfen. Zurück in Osijek wurde er in der Spielzeit 2003/04 erneut Torschützenkönig der 1. HNL, bevor er seine Karriere in der darauf folgenden Saison bei Omonia Nikosia beendete.
Für die Nationalmannschaft Kroatiens debütierte er am 5. Juli 1992 in Melbourne im Freundschaftsspiel gegen Australien. Insgesamt wurde er achtmal eingesetzt und erzielte ein Tor.
Seit dem 30. August 2010 ist er Präsident des NK Osijek. Dort begann zeitgleich auch sein Sohn Dino Špehar seine Profikarriere.

## Erfolge
- Belgischer Meister: 1996
- Torschützenkönig: 1995, 1997 und 2004